# Svenska Antikvariatföreningen
Svenska Antikvariatföreningen (SVAF) är en bransch- och intresseförening för antikvariat i Sverige, grundad 1936. Föreningen är en av de äldsta antikvariatsföreningarna i världen och var med och grundade den internationella sammanslutningen för antikvariat – International League of Antiquarian Booksellers (ILAB).
SVAF har ett 50-tal medlemmar runt om i Sverige (samt en i Nederländerna). Sedan 1998 driver föreningen tillsammans med systerföreningarna i Danmark, Finland och Norge sökmotorn antikvariat.net.

## Historik

### Bakgrund
Föreningen bildades 1936. Den var 1948 en av de tio grundarmedlemmarna av den internationella sammanslutningen för antikvariat, ILAB, liksom en av de fem nationella branschorganisationer som förberedde bildandet året före. Numera har ILAB 23 medlemsorganisationer.

### Utveckling och verksamhet
SVAF anordnar sedan 1956 antikvariatbokmässor i Stockholm och vissa år även i Lund.
Tillsammans med sina nordiska systerorganisationer arrangerade SVAF den 36:e ILAB-kongressen. Den stod också 2017 som värd för den 19:e internationella antikvariatsbokmässan i Norden, en årlig mässa som alternerar mellan de olika nordiska länderna.

### Internet och antikvariat.net
Sedan 1990-talet har antikvariatbranschen förändrats både i Sverige och utanför landet. Genom den ökade användningen av Internet har en stor del av försäljning flyttat från själva butiken/antikvariatet till sök och köp via Internet. Detta har gjort att många svenska antikvariat specialiserat sig på specifika typer av litteratur.
Under årens lopp har föreningen och dess medlemmar gett ut en stor mängd antikvariatskataloger. Svenska Antikvariatföreningens omfattande katalogsamling, med kataloger från mer än hundra olika antikvariat från mitten 1800-talet och framåt, har donerats till Umeå universitetsbibliotek. Katalogerna är av olika slag och ofta periodiska. Tillsammans ger samlingen en viktig inblick i ett och ett halvt sekel av svensk bokhandelshistoria.
Som en konsekvens av detta grundades 1998 sökmotorn antikvariat.net. Den är gemensam för SVAF och dess systerföreningar i Norden – Den danske Antikvarboghandlerforening (ABF, grundad 1920), Finska Antikvariatföreningen (SAY, grundad 1941), Norsk Antikvarbokhandlerforening (NAF, grundad 1942). Där går att söka bland mer än 1,8 miljoner antikvariska/begagnade böcker hos 91 antikvariat i Sverige, Danmark, Norge och Finland. Projektet med sökmotorn initierades av SVAF och ABF, varefter NAF och medlemmar i SAY anslöt sig.
På sin webbplats publicerar föreningen ett "ABC för boksamlare" med cirka 200 facktermer.

## Medlemskap
SVAF har (2017) 53 medlemmar. De är fördelade från Boden till Ystad plus ett utländskt antikvariat – Antiquariaat De Rijzende Zon i nederländska Tilburg – med skandinavisk inriktning. Störst koncentration av medlemmar finns i Stockholm, med ett 15-tal medlemsantikvariat.
Den som vill bli medlem i SVAF måste ha en registrerad firma, varit verksam i fem år och rekommenderas av tre verksamma medlemmar. Svenska Antikvariatsföreningen har sina egna etiska regler.

## Ordförande (urval)
- Tomas Jansson, Carolina Böcker and Konst, Uppsala (2013–)[8]
- Mats Petersson, Centralantikvariatet, Stockholm (2017)